# Guadalupe Larriva
Guadalupe Larriva González (* 28. Juli 1956 in Cuenca; † 24. Januar 2007 in Manta) war eine ecuadorianische Politikerin.

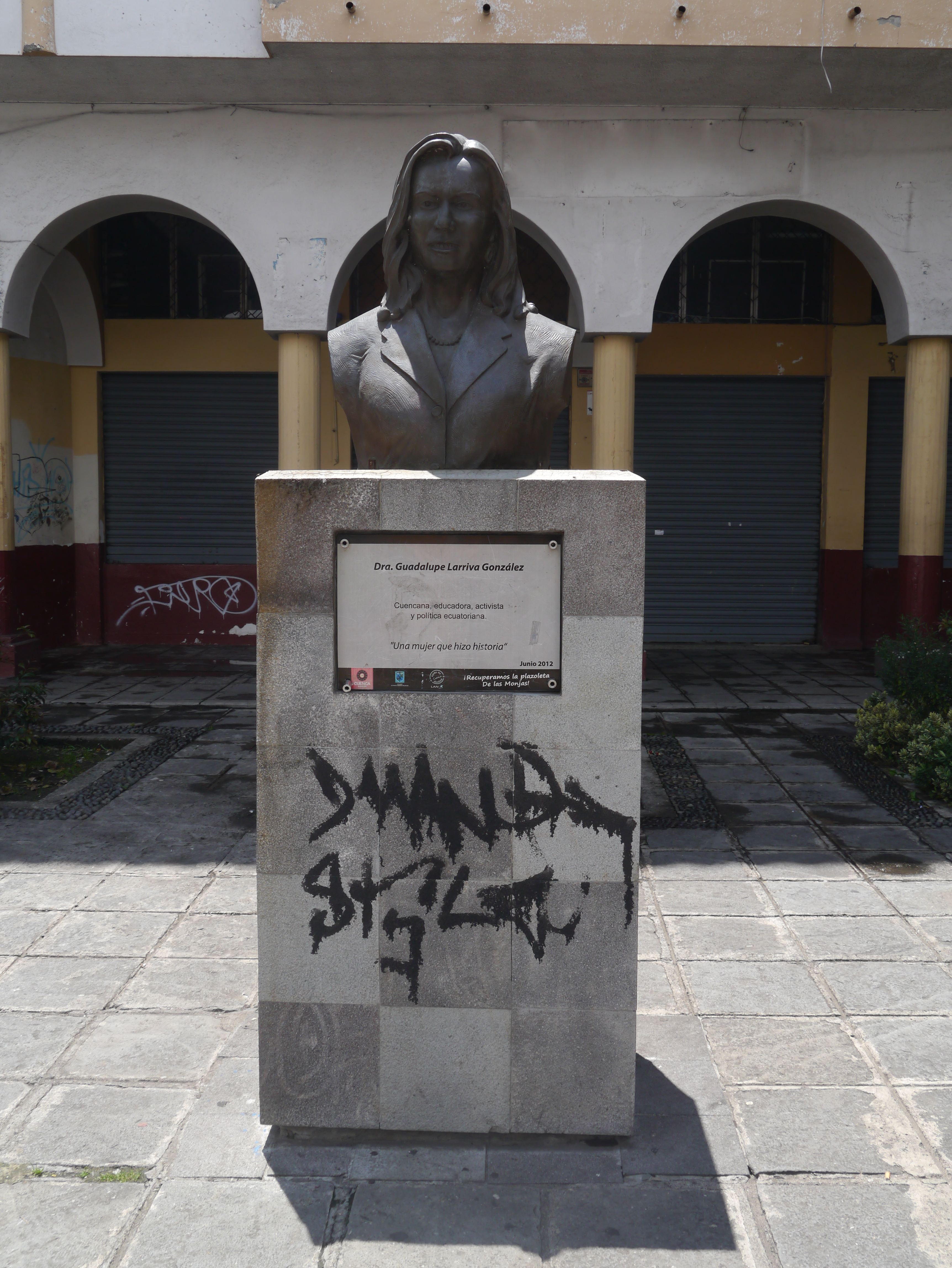

Larriva war seit 1980 Lehrerin an der weiterführenden Schule Colegio Manuel Córdova Galarza in ihrer Heimatstadt und seit 1981 gleichzeitig Professorin an der Universidad de Cuenca, wo sie unter anderem Physische und Politische Geographie und Ökologie lehrte. Sie war Mitglied des Führungsgremiums der größten, stark linksorientierten Lehrergewerkschaft des Landes, Unión Nacional de Ecuadores (UNE). Sie war seit ihrer Jugend Mitglied der Sozialistischen Partei Ecuadors, für die sie in der Legislaturperiode 2003–2006 Parlamentsabgeordnete war. Im Oktober 2005 trat sie den Vorsitz ihrer Partei an. Unter ihrer Führung unterstützte die Sozialistische Partei die erfolgreiche Präsidentschaftskandidatur Rafael Correas. Sie galt als Bewunderin Hugo Chávez’ und Michelle Bachelets.
Nach Correas Amtsantritt wurde Larriva am 15. Januar 2007 zur Verteidigungsministerin berufen. Sie war die erste Frau auf diesem Posten.
Larriva starb neun Tage nach ihrer Ernennung bei einem Hubschrauberzusammenstoß unweit des ecuadorianischen Luftwaffenstützpunktes in Manta, der in Teilen an die US-Streitkräfte verpachtet ist. Nur zwei Tage zuvor hatte Larriva angekündigt, dass Ecuador den Vertrag mit den USA über die Stationierung von Truppen auf dem Stützpunkt in Manta nicht verlängern werde, eine Entscheidung, die zu den wichtigsten Wahlkampfthemen Correas gehörte. 
Larrivas 17-jährige Tochter und fünf Offiziere des Heeres, darunter die Piloten der Hubschrauber, starben ebenfalls beim Absturz.
Eine internationale Untersuchungskommission sollte die Umstände des Unfalls aufklären. Am 2. März 2007 überreichte der Sprecher der Kommission, Leonardo Barreiro, dem ecuadorianischen Präsidenten den Abschlussbericht über den Unfall. Dieser schließt Sabotage und technisches Versagen aus und gibt an, dass menschliches Versagen für den Zusammenstoss verantwortlich sei. Die beiden Gazelle-Hubschrauber mussten demnach im Flug innehalten, da auf dem zum Stützpunkt gehörenden Flughafen Manta ein ziviles Flugzeug Startgenehmigung hatte. Hierbei sei der Helikopter, in dem der Kommandant der Hubschraubergruppe und zwei Piloten an Bord waren, gegen den Hubschrauber gestoßen, in dem sich Larriva, ihre Tochter und zwei Piloten befanden. Beide Piloten flogen erstmals mit Nachtsichtausrüstung. Der Abschlussbericht wurde am 22. Mai 2007 veröffentlicht. In ihm wurde der geschilderte Unfallhergang bestätigt und die Eröffnung von Gerichtsverfahren gegen sieben Militärs unterer und mittlerer Ränge wegen Verstößen gegen Sicherheitsvorschriften und Dienstanweisungen angekündigt.
Larriva war seit 1998 verwitwet und hatte zwei weitere Töchter. Am 30. Januar 2007 ernannte Correa die ebenfalls aus Cuenca stammende Universitätsprofessorin Lorena Escudero zu Larrivas Nachfolgerin.